# Jutta Hipp
Jutta Hipp, (Lipcse, 1925. február 4. – Sunnyside, 2003. április 7.) német dzsesszzongorista, zeneszerző; festő, formatervező.

## Pályafutása
A Weimari Köztársaság idején kezdetben titokban hallgatott dzsesszt, mivel azt a náci hatóságok azt nem hagyták jóvá. A második világháború után gyakran nem volt sem élelme és egyéb szükségleteit se tudta nagyon kielégíteni. 
A Lipcsei Grafikai Akadémián tanult, majd 1946-ban Németország nyugati zónájába költözött, miután Oroszország elfoglalta Lipcsét. Az 1950-es évek elején turnézó zongorista volt, és hamarosan saját zenekarait vezette. Leonard Feather 1954-ben látta egy fellépését Németországban, és a következő évben megszervezte az Egyesült Államokba költözését. Hamarosan jöttek is a klubok, a fesztiválok, és az albumkiadások is. 1948-ban született egy fia, Lionel, akit Lionel Hamptonról nevezett el. Lionel afroamerikai apjának kiléte ismeretlen. 
Hipp 1951-től Hans Koller szaxofonossal dolgozott. Németországban 1953, -55 között Hipp egy kvintettet is vezetett. 1954-ben együtt játszott Zoller Attilával. 1954-ben a frankfurti Deutsches Jazzfestivalon játszott. 1956-ban játszott a Newport Jazz Festivalon. Ekkor a Blue Note Records két nagylemezét adta ki.
A The Daily Telegraph gyászjelentése szerint Art Blakey dobosa megkérte, hogy játsszon velük a Café Bohemiában, de nem volt hajlandó, mert részeg volt, és amúgy sem gondolta, hogy elég jó lenne. Blakey a zongorához rángatta, de olyan dühös tempóban kezdett játszani, amit nem lehetett elviselni.
Eddig tisztázatlan okokból Hipp utolsó felvétele 1956-ban készült. Egy ruhagyárban kezdett dolgozni, és végül teljesen elzárkózott a zenei világtól. Az Egyesült Államokban maradt, és 35 éven át a ruházati cégnél dolgozott. Hipp meglehetősen szégyenlős egyéniség volt, aki karrierje során súlyos színpadi félelmektől szenvedett, félelmeit pedig túlzott alkohollal és élethosszig tartó láncdohányzásba fojtotta. Mivel egyre nehezebb volt elég pénzt keresnie zenészként, Hipp úgy döntött, hogy stabilabb állást vállal.
Depresszióban szenvedett. 2000-ig a Blue Note nem tudta, hova küldje el neki a jogdíjcsekkeket. Amikor végül megtalálták, adtak neki egy 40 000 dolláros csekket. A Blue Note képviselője azt mondta, hogy szívesen beszél a művészetéről, de nem volt hajlandó vele a zenéről beszélni. Lee Konitz azon kevés zenész egyike volt, aki haláláig tartotta vele a kapcsolatot. A The Daily Telegraph gyászjelentése szerint Art Blakey dobosa egyszer megkérte, hogy játsszon velük a Café Bohemiában, de nem volt hajlandó, mert részeg volt, és amúgy sem gondolta, hogy elég jó lenne. Blakey a zongorához rángatta, de olyan dühös tempóban kezdett játszani, amit nem lehetett elviselni.

## Albumok
- 1955: Jutta Hipp and Her Combo: Europe's First Lady of Jazz
- 1954: New Faces – New Sounds From Germany
- 1954: Cool Dogs And Two Oranges (1954, 1980)
- 1954: CD Box: Bear Family
- 1954: Various Artists Cool Jazz, made in Germany
- 1956: At the Hickory House (Vol. 1 & 2)
- 1956: Jutta Hipp with Zoot Sims
- 2013: The Lost Tapes: The German Recordings 1952–1955
- 2015: Hipp is cool – The Life and Art of Jutta Hipp

## Fordítás
- Ez a szócikk részben vagy egészben  a   Jutta Hipp című angol Wikipédia-szócikk ezen változatának fordításán alapul.  Az eredeti cikk szerkesztőit annak laptörténete sorolja fel. Ez a jelzés csupán a megfogalmazás eredetét és a szerzői jogokat jelzi, nem szolgál a cikkben szereplő információk forrásmegjelöléseként.